# 아슈와타마
아슈와타마(산스크리트어: अश्वत्थाम 아슈밧타마)는 마하바라타에 등장하는 판다바들의 구루인 드로나의 아들이자 브라만 출신의 전사이다. 아슈와타마는 인도 신화에 전해지는 7명의 불사신인 차린고비에 속하며, 이 때문에 쿠루크셰트라 전쟁에 참가한 인물들 중에서는 유일하게 오늘날까지 살아있다고 전해지고 있다.

## 행적
아슈와타마는 시바 신에게 용맹한 아들이 태어나게 해 달라고 기도한 드로나의 소원을 들어준 시바 신에 의해 시바 신의 일부가 깃들은 채로 태어났으며, 그의 이마에는 각종 생물을 지배할 수 있는 힘이 깃든 보석이 박혀 있었다. 이후 아버지인 드로나가 쿠루 왕국의 왕족들인 카우라바와 판다바들의 무예 구루가 되자, 이때 아슈와타마도 드로나로부터 각종 아스트라의 사용법들을 전수받았다. 한때는 드와르카에 거주하던 크리슈나를 찾아가 자신이 가지고 있는 브라흐마시라스트라와 크리슈나가 지닌 수다르샨차크라를 교환해달라고 요청했지만 수다르샨차크라를 가져갈 수는 없었다. 나중에 쿠루크셰트라 전쟁이 일어나자 아버지인 드로나와 같이 카우라바 편에 참가한 아슈와타마는 드로나가 크리슈나의 간계에 의해 죽자 복수에 눈이 먼채 밤에 비마나를 탄 채로 판다바 진영을 야습하며 나라야나스트라와 아그네야스트라를 발사했지만 크리슈나가 이에 대한 대책을 판다바들에게 알려주었기 때문에 별 피해는 주지 못하였다. 쿠루크셰트라 전쟁 막바지에 카우라바의 수장인 두료다나가 비마세나의 싸움에서 패배해 죽어가자 두료다나의 앞에서 크리파와 크리타바르마와 함께 두료다나의 복수를 맹세하며 싸움에서 이겨 방심하고 있는 판다바들을 야습하기로 결정하였으며, 야습을 실행하기 직전 시바로부터 거대한 칼을 받은 아슈와타마는 그 칼로 판다바 5형제, 크리슈나, 사티야키, 유유추를 제외한 대부분의 판다바 전사들을 학살하였다. 다음 날 아습을 눈치챈 판다바들에 의해 쫓기던 아슈와타마는 판다바들에게 브라흐마시라스트라를 발사하였고, 이에 아르주나도 브라흐마시라스트라를 쏘았다. 그러나 이 두 아스트라들의 충돌로 세계가 멸망할 것을 우려한 리쉬들의 요청으로 아르주나는 브라흐마시라스트라를 거두었지만, 브라흐마시라스트라를 거두는 방법을 모르던 아슈와타마는 하다못해 판다바들의 씨만이라도 없앨 작정으로 판다바들의 손자인 파리크시트를 임신하고 있던 웃타라 쪽으로 방향을 바꿔 브라흐마시라스트라를 발사했지만 크리슈나에 의해 실패하고 판다바들에게 포로로 잡히고 말았다. 포로가 된 아슈와타마는 크리슈나로부터 이마의 박힌 보석을 빼앗겼으며, 영겁의 세월 동안 이마의 보석을 빼내며 생긴 영원히 낫지 않는 상처의 고통을 받으면서 사람에 눈에 띄지 않는 숲속에서 살아가야 하는 저주를 받으면서 오늘날까지 살아가고 있다고 전해진다.